# Arrondissement Hasselt
Het arrondissement Hasselt is een van de drie arrondissementen van de Belgische provincie Limburg. Het arrondissement heeft een oppervlakte van 917,85 km² en telde 442.586 inwoners op 1 januari 2025.

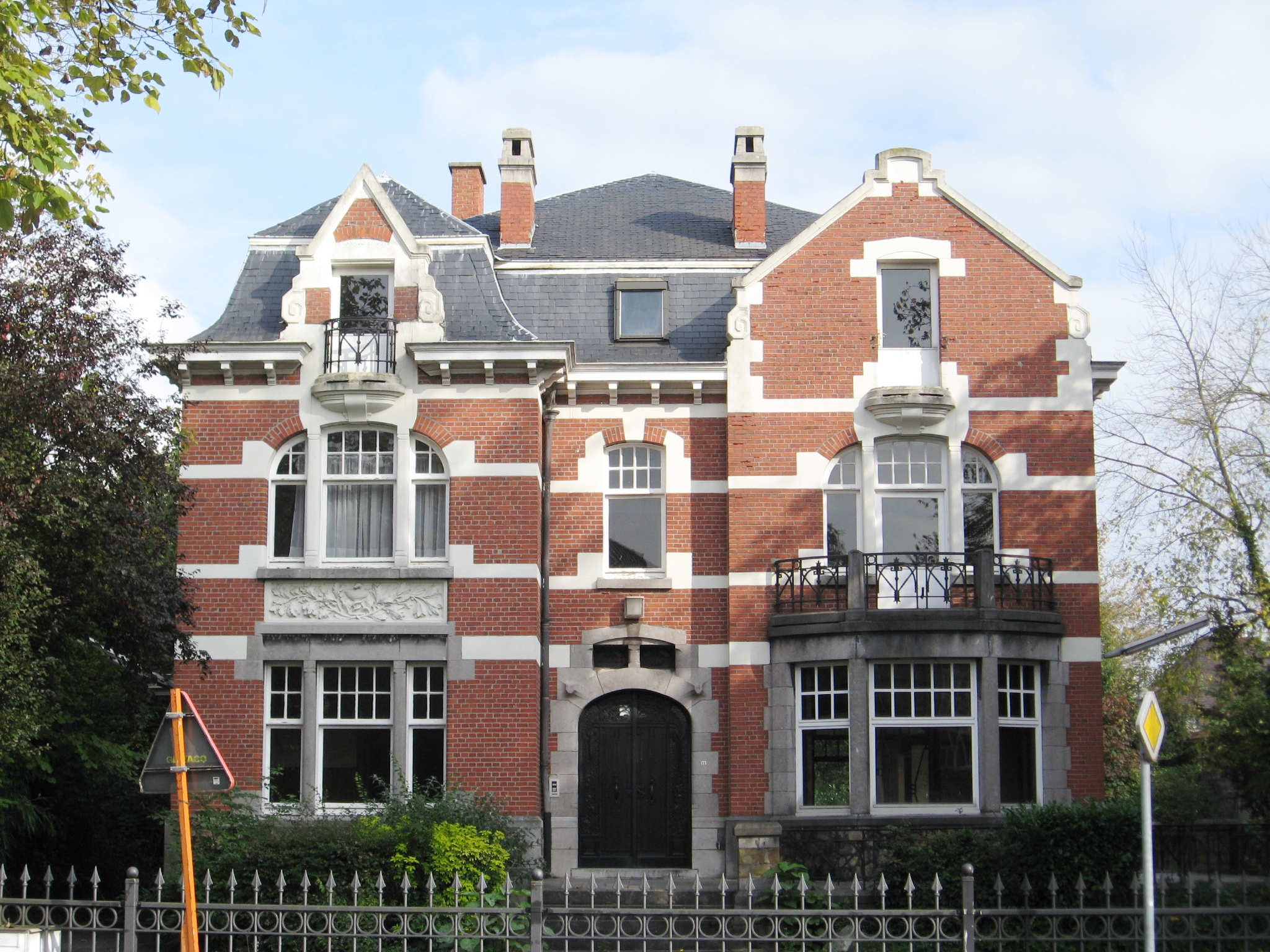
Voormalig arrondissementscommissariaat van Hasselt

Het arrondissement is enkel een bestuurlijk arrondissement. Gerechtelijk behoort het arrondissement tot het gerechtelijk arrondissement Limburg.
In het arrondissement zijn er buiten Hasselt ook politierechtbanken gevestigd in Beringen en Sint-Truiden.
Dit arrondissement maakt deel uit van het kiesarrondissement Limburg bij de verkiezingen voor de provincieraad.

## Geschiedenis
Het arrondissement Hasselt ontstond in 1800 als tweede arrondissement in het departement NederMaas. Het bestond oorspronkelijk uit de kantons Beringen, Borgloon, Hasselt, Herk-de-Stad, Peer en Sint-Truiden.
In 1817 werd de gemeente Lommel, die tot op dat moment nog tot de provincie Noord-Brabant behoorde, aangehecht.
In 1839 werden de arrondissementen Maaseik en Tongeren opgericht. Hierbij werd het kanton Peer afgestaan aan het arrondissement Maaseik en het kanton Borgloon aan het arrondissement Tongeren.
Bij de definitieve vaststelling van de taalgrens in 1963 werd de toenmalige gemeente Corswarem en een klein gedeelte van de toenmalige gemeente Montenaken afgestaan aan het arrondissement Borgworm.
In 1971 werd de toenmalige gemeente Neerglabbeek afgestaan aan het arrondissement Maaseik. Van het arrondissement Tongeren werd Klein-Gelmen aangehecht maar in 1977 verhuisde dit gebied terug naar het arrondissement Tongeren.
Tot 2014 was het arrondissement Hasselt zowel een bestuurlijk als gerechtelijk arrondissement. Het gerechtelijk arrondissement Hasselt omvatte naast de meeste gemeenten van het bestuurlijk arrondissement ook de gemeenten Lommel, Hamont-Achel, Neerpelt, Overpelt, Hechtel-Eksel, Peer en Houthalen-Helchteren van het arrondissement Maaseik. De gemeenten As, Genk, Opglabbeek en Zutendaal horen bestuurlijk tot het arrondissement Hasselt, maar gerechtelijk maakten ze tot 2014 ze deel uit van het arrondissement Tongeren. In 2014 is het gerechtelijk arrondissement Hasselt samengevoegd met het gerechtelijk arrondissement Tongeren tot het gerechtelijk arrondissement Limburg.
Op 1 januari 2019 ging de gemeente Opglabbeek op in de fusiegemeente Oudsbergen, die vanaf dan deel uitmaakt van het arrondissement Maaseik. Hiermee verloor het arrondissement Hasselt een gemeente en verkleinde de oppervlakte met 24,98 km² van 906,15 km² naar 881,17 km². Door de fusie op 1 januari 2025 van Hasselt met Kortessem, tot dan gelegen in het arrondissement Tongeren, nam de oppervlakte terug toe tot 892,02 km².

## Administratieve indeling

### Structuur
| Hasselt          | Hasselt          | Supranationaal         | Nationaal              | Nationaal                         | Gemeenschap       | Gewest            | Provincie         | Arrondissement           | Provinciedistrict                       | Kanton          | Gemeente        | District         |
| ---------------- | ---------------- | ---------------------- | ---------------------- | --------------------------------- | ----------------- | ----------------- | ----------------- | ------------------------ | --------------------------------------- | --------------- | --------------- | ---------------- |
| Administratief   | Niveau           | Europese Unie          | België                 | België                            | Vlaanderen        | Vlaanderen        | Limburg           | Hasselt                  | Hasselt                                 | Hasselt         | 17              | -                |
| Administratief   | Bestuur          | Europese Commissie     | Belgische regering     | Belgische regering                | Vlaamse regering  | Vlaamse regering  | Deputatie         | Deputatie                | Deputatie                               | Deputatie       | Gemeentebestuur | Districtscollege |
| Administratief   | Raad             | Europees Parlement     | Senaat                 | Kamer van volksvertegenwoordigers | Vlaams Parlement  | Vlaams Parlement  | Provincieraad     | Provincieraad            | Provincieraad                           | Provincieraad   | Gemeenteraad    | Districtsraad    |
| Kiesomschrijving | Kiesomschrijving | Nederlands Kiescollege | Nederlands Kiescollege | Kieskring Limburg                 | Kieskring Limburg | Kieskring Limburg | Kieskring Limburg | Hasselt-Tongeren-Maaseik | Hasselt, Beringen, Sint-Truiden en Genk | 5               | 17              | -                |
| Verkiezing       | Verkiezing       | Europese               | Federale               | Federale                          | Vlaamse           | Vlaamse           | Provincieraads-   | Provincieraads-          | Provincieraads-                         | Provincieraads- | Gemeenteraads-  | Districtsraads-  |

| Kantons: | | |
| - Hasselt - Beringen | - Genk - Herk-de-Stad | - Sint-Truiden |
| Gemeenten: | | |
| - As - Beringen (stad) - Diepenbeek - Genk (stad) - Gingelom - Halen (stad) | - Hasselt (stad) - Herk-de-Stad (stad) - Heusden-Zolder - Leopoldsburg - Lummen | - Nieuwerkerken - Sint-Truiden (stad) - Tessenderlo-Ham - Zonhoven - Zutendaal |
| Deelgemeenten: | | |
| - Aalst - As - Berbroek - Beringen - Beverlo - Binderveld - Boekhout - Borlo - Brustem - Buvingen - Diepenbeek - Donk - Duras - Engelmanshoven - Gelinden - Genk - Gingelom - Gorsem - Groot-Gelmen - Guigoven - Halen - Halmaal - Hasselt | - Heppen - Herk-de-Stad - Heusden - Jeuk - Kerkom-bij-Sint-Truiden - Kermt - Koersel - Kortessem - Kortijs - Kozen - Kuringen - Kwaadmechelen - Leopoldsburg - Linkhout - Loksbergen - Lummen - Meldert - Mielen-boven-Aalst - Montenaken - Muizen - Niel-bij-As - Niel-bij-Sint-Truiden - Nieuwerkerken | - Opglabbeek - Ordingen - Oostham - Paal - Runkelen - Schulen - Sint-Lambrechts-Herk - Sint-Truiden - Spalbeek - Stevoort - Stokrooie - Tessenderlo - Velm - Vliermaal - Vliermaalroot - Vorsen - Wijer - Wilderen - Wimmertingen - Wintershoven - Zelem - Zepperen - Zolder - Zonhoven - Zutendaal |

## Demografische evolutie
- Bron:NIS - Opm:1806 t/m 1980=volkstellingen; vanaf 1990= inwoneraantal per 1 januari

| Inwoners van jaar tot jaar op 1 januari 1992 tot heden | Inwoners van jaar tot jaar op 1 januari 1992 tot heden | Inwoners van jaar tot jaar op 1 januari 1992 tot heden |
| Jaar                                                   | Aantal                                                 | Evolutie: 1992=index 100                               |
| ------------------------------------------------------ | ------------------------------------------------------ | ------------------------------------------------------ |
| 1992                                                   | 367.741                                                | 100,0                                                  |
| 1993                                                   | 370.359                                                | 100,7                                                  |
| 1994                                                   | 372.603                                                | 101,3                                                  |
| 1995                                                   | 374.499                                                | 101,8                                                  |
| 1996                                                   | 375.819                                                | 102,2                                                  |
| 1997                                                   | 377.563                                                | 102,7                                                  |
| 1998                                                   | 379.269                                                | 103,1                                                  |
| 1999                                                   | 380.881                                                | 103,6                                                  |
| 2000                                                   | 382.981                                                | 104,1                                                  |
| 2001                                                   | 384.503                                                | 104,6                                                  |
| 2002                                                   | 386.283                                                | 105,0                                                  |
| 2003                                                   | 388.469                                                | 105,6                                                  |
| 2004                                                   | 390.212                                                | 106,1                                                  |
| 2005                                                   | 392.451                                                | 106,7                                                  |
| 2006                                                   | 395.032                                                | 107,4                                                  |
| 2007                                                   | 398.055                                                | 108,2                                                  |
| 2008                                                   | 401.924                                                | 109,3                                                  |
| 2009                                                   | 405.542                                                | 110,3                                                  |
| 2010                                                   | 408.370                                                | 111,0                                                  |
| 2011                                                   | 411.648                                                | 111,9                                                  |
| 2012                                                   | 414.401                                                | 112,7                                                  |
| 2013                                                   | 416.619                                                | 113,3                                                  |
| 2014                                                   | 418.248                                                | 113,8                                                  |
| 2015                                                   | 420.777                                                | 114,4                                                  |
| 2016                                                   | 423.067                                                | 115,0                                                  |
| 2017                                                   | 425.270                                                | 115,6                                                  |
| 2018                                                   | 427.010                                                | 116,1                                                  |
| 2019                                                   | 418.496                                                | 113,8                                                  |
| 2020                                                   | 420.312                                                | 114,3                                                  |
| 2021                                                   | 422.100                                                | 114,8                                                  |
| 2022                                                   | 424.190                                                | 115,4                                                  |
| 2023                                                   | 428.612                                                | 116,6                                                  |
| 2024                                                   | 431.328                                                | 117,3                                                  |

Aalst · Aarlen · Aat · Antwerpen · Bastenaken · Bergen · Borgworm · Brugge · Brussel-Hoofdstad · Charleroi · Dendermonde · Diksmuide · Dinant · Doornik-Moeskroen · Eeklo · Gent · Halle-Vilvoorde · Hasselt · Hoei · Ieper · Kortrijk · La Louvière · Leuven · Luik · Maaseik · Marche-en-Famenne · Mechelen · Namen · Neufchâteau · Nijvel · Oostende · Oudenaarde · Philippeville · Roeselare · Sint-Niklaas · Thuin · Tielt · Tongeren · Turnhout · Verviers · Veurne · Virton · Zinnik
Landen:  België ·  Duitsland ·  Nederland

NUTS 2-regio's: Limburg (BE) · Limburg (NL) (deels) · Luik (deels) · Regierungsbezirk Keulen (deels)

NUTS 3-regio's: Stedenregio Aken · Arrondissement Borgworm · Duitstalige Gemeenschap · Kreis Düren · Kreis Euskirchen · Arrondissement Hasselt · Kreis Heinsberg · Arrondissement Hoei · Arrondissement Luik · Arrondissement Maaseik · Midden-Limburg · Arrondissement Tongeren · Arrondissement Verviers · Zuid-Limburg